# Trois-Lacs (Le Granit)
Pour les articles homonymes, voir Les Trois Lacs, Les Trois Lacs (Les Sources), Trois Lacs et Pays des Trois-Lacs.
Trois-Lacs est un lieu-dit situé dans la municipalité de Frontenac, elle-même située dans la MRC du Granit en Estrie. Ancien hameau situé entre le lac Mégantic et le lac aux Araignées; un troisième lac, le lac des Joncs situé 2 km plus au sud est probablement à l'origine du nom.

## Archéologie
Au sud du lac Mégantic, dans la municipalité de Frontenac, « Le Méganticois », nommé par les archéologues qui l'ont découvert, demeure le plus ancien site archéologique connu dans le nord-est du continent nord-américain. Après la Dernière période glaciaire, la région du lac Mégantic fut probablement la première zone qui s'est libérée des glaces il y a 13,500 ans. Plus tard, il y a environ 12,500 ans, cette grande vallée, relié à la rivière Kennebec s'est un peu réchauffée et la Toundra est devenu le principal environnement végétal; le lieu commence donc à être fréquenté par des humains venant des prairies des États-Unis qui ont contourné les glaciers par le sud d'ouest en est. La forêt boréale ou Taïga s'est formée il y a 10,000 ans environ puis vers 8000 ans, le climat favorise les espèces feuillues comme le bouleau jaune .

## histoire
Le hameau de Trois-Lacs, endroit un peu surélevé et propice au campement des voyageurs depuis des millénaires se développe avec l'arrivée du chemin de fer et plus particulièrement vers 1887 en même temps que le tourisme, la chasse et la pêche au Mégantic Fish and Game Club. Un homme d'affaires, Georges Flint y possède un moulin à scie sur la Rivière aux Araignées et exploite le bateau à vapeur Lena (longueur 16 mètres) qui effectue le transport vers les différents endroits sur le lac Mégantic. Quelques années plus tard, la construction d'un pont sur la rivière aux Araignées et la route vers Saint-Augustin-de-Woburn enlèvera de l'importance au petit hameau.